# Вейн Блек
Вейн Блек (англ. Wayne Black) — зімбабвійський тенісист, відомий перед усім виступами в парному розряді та міксті, переможець чотирьох турнірів Великого шолома, 2-х — у парному розряді та 2-х — у змішаному парному розряді.
Байрон Блек був найстарший, він виграв один турнір Великого шолома, Вейн Блек був трошки молодший, він виграв чотири, а Кара Блек була найменшою. Вона виграла 10.
Блеки народилися в Солсбері, Південна Родезія. Пізніше місто перейменували в Хараре, а країну в Зімбабве. Два мейджори в міксті, Ролан-Гаррос та Вімблдон, Вейн виграв із сестрою. Два інші турніри Великого шолома — Відкритий чемпіонат Австралії та Відкритий чемпіонат США, він виграв у парі з Кевіном Улльєттом, теж зімбабвійцем. Отже, Вейн Блек вигравав усі турніри Великого шолома.

## Фінали турнірів Великого шолома

### Пари
| Турнір   | Рік  | Турнір          | Поверхня | Партнер        | Супротивники                 | Рахунок                   |
| Поразка  | 2000 | Australian Open | Хард     | Ендрю Крацманн | Елліс Феррейра Рік Ліч       | 4–6, 6–3, 3–6, 6–3, 16–18 |
| Перемога | 2001 | US Open         | Хард     | Кевін Улльєтт  | Доналд Джонсон Джаред Палмер | 7–6(11–9), 2–6, 6–3       |
| Перемога | 2001 | Australian Open | Хард     | Кевін Улльєтт  | Боб Браян Майк Браян         | 6–4, 6–4                  |

### Змішані пари
| Турнір   | Рік  | Турнір      | Поверхня | Партнерка | Супротивники                | Рахунок             |
| Перемога | 2002 | French Open | Ґрунт    | Кара Блек | Олена Бовіна Марк Ноулз     | 6–3, 6–3            |
| Поразка  | 2004 | French Open | Ґрунт    | Кара Блек | Татьяна Головін Рішар Гаске | 3–6, 4–6            |
| Перемога | 2004 | Wimbledon   | Трава    | Кара Блек | Алісія Молік Тодд Вудбрідж  | 3–6, 7–6(10–8), 6–4 |

## Фінали за кар'єру

### Парний розряд (18–15)
| Легенда                         |
| Великий шлем (2–1)              |
| Tennis Masters Cup (0–1)        |
| Серія Мастерс ATP (5–6)         |
| Серія ATP Інтернешнл Ґолд (1–2) |
| Тур ATP (10–5)                  |

| Титули за покриттям |
| Тверде (14–11)      |
| Ґрунт (2–2)         |
| Трава (1–0)         |
| Килим (1–2)         |

| Результат | Ранг | Дата              | Турнір                                                 | Покриття   | Партнер         | Суперники                           | Рахунок                   |
| --------- | ---- | ----------------- | ------------------------------------------------------ | ---------- | --------------- | ----------------------------------- | ------------------------- |
| Поразка   | 1.   | 25 травня 1998    | Санкт-Пельтен, Австрія                                 | Ґрунт      | Девід Адамс     | Джим Грабб Девід Макферсон          | 4–6, 4–6                  |
| Перемога  | 1.   | 15 лютого 1999    | Dubai Tennis Championships, Об'єднані Арабські Емірати | Тверде     | Сендон Столл    | Девід Адамс Джон-Лаффньє де Ягер    | 4–6, 6–1, 6–4             |
| Перемога  | 2.   | 15 березня 1999   | Індіан-Веллс, США                                      | Тверде     | Сендон Столл    | Елліс Феррейра Рік Ліч              | 7–6(7–4), 6–3             |
| Перемога  | 3.   | 29 березня 1999   | Відкритий чемпіонат Маямі з тенісу, США                | Тверде     | Сендон Столл    | Борис Бекер Ян-Майкл Гембілл        | 6–1, 6–1                  |
| Поразка   | 2.   | 12 квітня 1999    | Maharashtra Open, Індія                                | Тверде     | Невілл Годвін   | Магеш Бгупаті Леандер Паес          | 6–4, 5–7, 4–6             |
| Поразка   | 3.   | 19 квітня 1999    | Токіо, Японія                                          | Тверде     | Браян Макфі     | Джефф Таранго Даніель Вацек         | 3–4, RET.                 |
| Поразка   | 4.   | 31 січня 2000     | Відкритий чемпіонат Австралії з тенісу, Мельбурн       | Тверде     | Ендрю Кратцманн | Елліс Феррейра Рік Ліч              | 4–6, 6–3, 3–6, 6–3, 16–18 |
| Перемога  | 4.   | 9 жовтня 2000     | Гонконг                                                | Тверде     | Кевін Ульєтт    | Домінік Грбатий Давід Пріносіл      | 6–1, 6–2                  |
| Перемога  | 5.   | 8 січня 2001      | Maharashtra Open, Індія                                | Тверде     | Байрон Блек     | Баррі Кован Мозе Наварра            | 6–4, 6–3                  |
| Перемога  | 6.   | 19 лютого 2001    | Копенгаген, Данія                                      | Тверде (i) | Кевін Ульєтт    | Їржі Новак (тенісист) Давід Рікл    | 6–3, 6–3                  |
| Перемога  | 7.   | 9 жовтня 2001     | Відкритий чемпіонат США з тенісу, Нью-Йорк             | Тверде     | Кевін Ульєтт    | Доналд Джонсон Джаред Палмер        | 7–6(11–9), 2–6, 6–3       |
| Перемога  | 8.   | 7 січня 2002      | Аделаїда, Австралія                                    | Тверде     | Кевін Ульєтт    | Боб Браян Майк Браян                | 7–5, 6–2                  |
| Перемога  | 9.   | 4 березня 2002    | Сан-Хосе, США                                          | Тверде (i) | Кевін Ульєтт    | Джон-Лаффньє де Ягер Роббі Куніґ    | 6–3, 4–6, [10–5]          |
| Поразка   | 5.   | 13 травня 2002    | Рим, Італія                                            | Ґрунт      | Кевін Ульєтт    | Мартін Дамм Цирил Сук               | 5–7, 5–7                  |
| Перемога  | 10.  | 17 червня 2002    | Лондон/Queen's Club, Англія                            | Трава      | Кевін Ульєтт    | Магеш Бгупаті Максим Мирний         | 7–5, 6–3                  |
| Перемога  | 11.  | 19 серпня 2002    | Washington Open, США                                   | Тверде     | Кевін Ульєтт    | Боб Браян Майк Браян                | 3–6, 6–3, 7–5             |
| Перемога  | 12.  | 14 жовтня 2002    | Ліон, Франція                                          | Килим      | Кевін Ульєтт    | Марк Ноулз (тенісист) Деніел Нестор | 6–4, 3–6, 7–6(7–3)        |
| Перемога  | 13.  | 28 жовтня 2002    | Стокгольм, Швеція                                      | Тверде (i) | Кевін Ульєтт    | Вейн Артурс Пол Генлі               | 6–4, 2–6, 7–6(7–4)        |
| Поразка   | 6.   | 3 березня 2003    | Dubai Tennis Championships, Об'єднані Арабські Емірати | Тверде     | Кевін Ульєтт    | Леандер Паес Давід Рікл             | 3–6, 0–6                  |
| Перемога  | 14.  | 5 травня 2003     | Мюнхен, Німеччина                                      | Ґрунт      | Кевін Ульєтт    | Джошуа Ігл Джаред Палмер            | 6–3, 7–5                  |
| Поразка   | 7.   | 6 жовтня 2003     | Москва, Росія                                          | Килим      | Кевін Ульєтт    | Магеш Бгупаті Максим Мирний         | 3–6, 5–7                  |
| Поразка   | 8.   | 20 жовтня 2003    | Мадрид, Іспанія                                        | Тверде (i) | Кевін Ульєтт    | Магеш Бгупаті Максим Мирний         | 2–6, 6–2, 3–6             |
| Поразка   | 9.   | 22 березня 2004   | Індіан-Веллс, США                                      | Тверде     | Кевін Ульєтт    | Арно Клеман Себастьян Грожан        | 3–6, 6–4, 5–7             |
| Перемога  | 15.  | 5 квітня 2004     | Відкритий чемпіонат Маямі з тенісу, США                | Тверде     | Кевін Ульєтт    | Йонас Бйоркман Тодд Вудбрідж        | 6–2, 7–6(14–12)           |
| Перемога  | 16.  | 17 травня 2004    | Гамбург, Німеччина                                     | Ґрунт      | Кевін Ульєтт    | Боб Браян Майк Браян                | 6–4, 6–2                  |
| Поразка   | 10.  | 26 липня 2004     | Індіанаполіс, США                                      | Тверде     | Кевін Ульєтт    | Джордан Керр Джим Томас             | 7–6(9–7), 6–7(3–7), 3–6   |
| Поразка   | 11.  | 8 листопада 2004  | Париж, Франція                                         | Килим      | Кевін Ульєтт    | Йонас Бйоркман Тодд Вудбрідж        | 3–6, 4–6                  |
| Поразка   | 12.  | 22 листопада 2004 | Фінал ATP, Х'юстон                                     | Тверде     | Кевін Ульєтт    | Боб Браян Майк Браян                | 6–4, 5–7, 4–6, 2–6        |
| Перемога  | 17.  | 31 січня 2005     | Відкритий чемпіонат Австралії з тенісу, Мельбурн       | Тверде     | Кевін Ульєтт    | Боб Браян Майк Браян                | 6–4, 6–4                  |
| Поразка   | 13.  | 4 квітня 2005     | Відкритий чемпіонат Маямі з тенісу, США                | Тверде     | Кевін Ульєтт    | Йонас Бйоркман Максим Мирний        | 1–6, 2–6                  |
| Поразка   | 14.  | 8 серпня 2005     | Washington Open, США                                   | Тверде     | Кевін Ульєтт    | Боб Браян Майк Браян                | 4–6, 2–6                  |
| Перемога  | 18.  | 15 серпня 2005    | Монреаль, Канада                                       | Тверде     | Кевін Ульєтт    | Джонатан Ерліх Енді Рам             | 6–7(5–7), 6–3, 6–0        |
| Поразка   | 15.  | 22 серпня 2005    | Мастерс Цинциннаті, США                                | Тверде     | Кевін Ульєтт    | Йонас Бйоркман Максим Мирний        | 6–7(3–7), 2–6             |

## Досягнення в парному розряді
| W | Ф | ПФ | ЧФ | #Р | КТ | К# | DNQ | A | NH |

| Турнір                                 | 1992  | 1993  | 1994  | 1995  | 1996  | 1997  | 1998  | 1999  | 2000  | 2001  | 2002  | 2003  | 2004  | 2005  | 2006  | ТУ за кар'єру | Виграшів-поразок за кар'єру |
| -------------------------------------- | ----- | ----- | ----- | ----- | ----- | ----- | ----- | ----- | ----- | ----- | ----- | ----- | ----- | ----- | ----- | ------------- | --------------------------- |
| Турніри Великого шолома                |       |       |       |       |       |       |       |       |       |       |       |       |       |       |       |               |                             |
| Відкритий чемпіонат Австралії з тенісу |       |       |       |       | 1р    |       | 2р    | 3р    | Ф     | ЧФ    | ЧФ    | 3р    | ЧФ    | П     |       | 1 / 9         | 25–8                        |
| Відкритий чемпіонат Франції з тенісу   |       |       |       |       | 1р    | 3р    | 3р    | 3р    | 2р    | 3р    | 3р    | 2р    | ЧФ    | 1р    |       | 0 / 10        | 15–10                       |
| Вімблдонський турнір                   |       |       |       |       | 1р    | ПФ    | ПФ    | ЧФ    | 1р    | 1р    | 2р    | 3р    | ЧФ    | ПФ    | 1р    | 0 / 11        | 21–11                       |
| Відкритий чемпіонат США з тенісу       |       |       |       |       |       | ПФ    | 1р    | ЧФ    | 1р    | П     | ЧФ    | 3р    | ЧФ    | ПФ    |       | 1 / 9         | 25–8                        |
| ТУ на турнірах Великого шлему          | 0 / 0 | 0 / 0 | 0 / 0 | 0 / 0 | 0 / 3 | 0 / 3 | 0 / 4 | 0 / 4 | 0 / 4 | 1 / 4 | 0 / 4 | 0 / 4 | 0 / 4 | 1 / 4 | 0 / 1 | 2 / 39        | N/A                         |
| В-П за сезон                           | 0–0   | 0–0   | 0–0   | 0–0   | 0–3   | 10–3  | 7–4   | 10–4  | 6–4   | 11–3  | 9–4   | 7–4   | 12–4  | 14–3  | 0–1   | 0–0           | 86–37                       |
| Серія Мастерс                          |       |       |       |       |       |       |       |       |       |       |       |       |       |       |       |               |                             |
| Індіан-Веллс                           |       |       | 1р    |       |       |       | 1р    | П     | 2р    | 1р    | ЧФ    |       | Ф     | ЧФ    |       | 1 / 8         | 14–7                        |
| Відкритий чемпіонат Маямі з тенісу     |       |       |       |       |       |       | 3р    | П     | 2р    | 3р    | 3р    | 2р    | П     | Ф     |       | 2 / 8         | 18–6                        |
| Монте-Карло                            |       |       |       |       |       |       |       |       |       |       |       |       |       |       |       | 0 / 0         | 0–0                         |
| Рим                                    |       |       |       |       |       |       |       | 1р    | 1р    | 1р    | Ф     | 2р    | ЧФ    | 2р    |       | 0 / 7         | 5–7                         |
| Гамбург                                |       |       |       |       |       |       |       |       | 1р    | 2р    | 1р    | 2р    | П     | 2р    |       | 1 / 6         | 5–5                         |
| Мастерс Канада                         |       |       |       |       |       |       | ЧФ    | 2р    |       | 2р    | 2р    | 1р    | 2р    | П     |       | 1 / 7         | 8–6                         |
| Мастерс Цинциннаті                     |       |       |       | 2р    |       |       | ЧФ    | ЧФ    | 1р    | 1р    | 2р    | 1р    | 2р    | Ф     |       | 0 / 9         | 8–9                         |
| Мастерс Мадрид                         |       |       |       |       |       | 2р    |       |       |       | 2р    | 2р    | Ф     |       | ПФ    |       | 0 / 5         | 6–5                         |
| Париж                                  |       |       |       | 1р    |       | 1р    | 1р    | 2р    |       | ПФ    | 2р    | ЧФ    | Ф     | ПФ    |       | 0 / 9         | 8–9                         |
| ТУ на турнірах Серії Мастерс           | 0 / 0 | 0 / 0 | 0 / 1 | 0 / 2 | 0 / 0 | 0 / 2 | 0 / 5 | 2 / 6 | 0 / 5 | 0 / 8 | 0 / 8 | 0 / 7 | 2 / 7 | 1 / 8 | 0 / 0 | 5 / 59        | N/A                         |
| В-П за сезон                           | 0–0   | 0–0   | 0–1   | 1–2   | 0–0   | 1–2   | 5–5   | 11–4  | 1–5   | 5–8   | 9–8   | 5–7   | 17–5  | 17–7  | 0–0   | 0–0           | 72–54                       |
| Рейтинг на кінець року                 | 541   | 1056  | 302   | 146   | 158   | 38    | 46    | 14    | 42    | 12    | 13    | 23    | 8     | 5     | 576   | N/A           | N/A                         |